# Rampur Karkhana
Rampur Karkhana è una suddivisione dell'India, classificata come nagar panchayat, di 9.598 abitanti, situata nel distretto di Deoria, nello stato federato dell'Uttar Pradesh.